# 冶金研究所

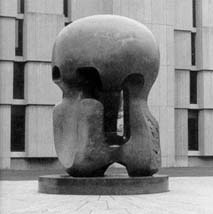
最初の自己持続する核の連鎖反応を起こしたヘンリー・ムーアの原子力。後ろにあるのはレゲンスタイン図書館である。

冶金研究所（やきんけんきゅうじょ、英語: Metallurgical Laboratory あるいは Met Lab）は、第二次世界大戦期のマンハッタン計画（原子爆弾を開発するアメリカ合衆国の計画）の一部をなすコードネームである。ノーベル賞受賞者でシカゴ大学の物理学教授であったアーサー・コンプトンを代表としていた。元々は大学のフットボール球場スタッグフィールドとして建てられたシカゴ・パイル1号で最初の管理された核の連鎖反応を生み出した。

## 歴史
1939年7月、原子核物理学者ユージン・ウィグナーとレオ・シラードの要請でアルベルト・アインシュタインは核分裂反応の軍事的可能性に触れナチス・ドイツに先んじて原子爆弾をアメリカ合衆国が開発することを要請する手紙をフランクリン・ルーズベルト大統領に送った。
これに応えてルーズベルトは研究を指揮するS-1ウラン委員会を設立した。初期の頃は資金が不足したが、1940年、コロンビア大学とカリフォルニア大学の科学者は、同位体のウラン235と新たに発見された元素プルトニウムの兵器としての可能性を示した。
日本が1941年12月7日に真珠湾を攻撃すると、原子爆弾の開発は、喫緊の課題となった。コンプトンはシカゴ大学の原子力研究の整理、そして1945年1月に最初の原子爆弾を製造することを求める意欲的な計画（この目標はわずか6か月の遅れで達成された）も提案した。提案は二つとも採択された。

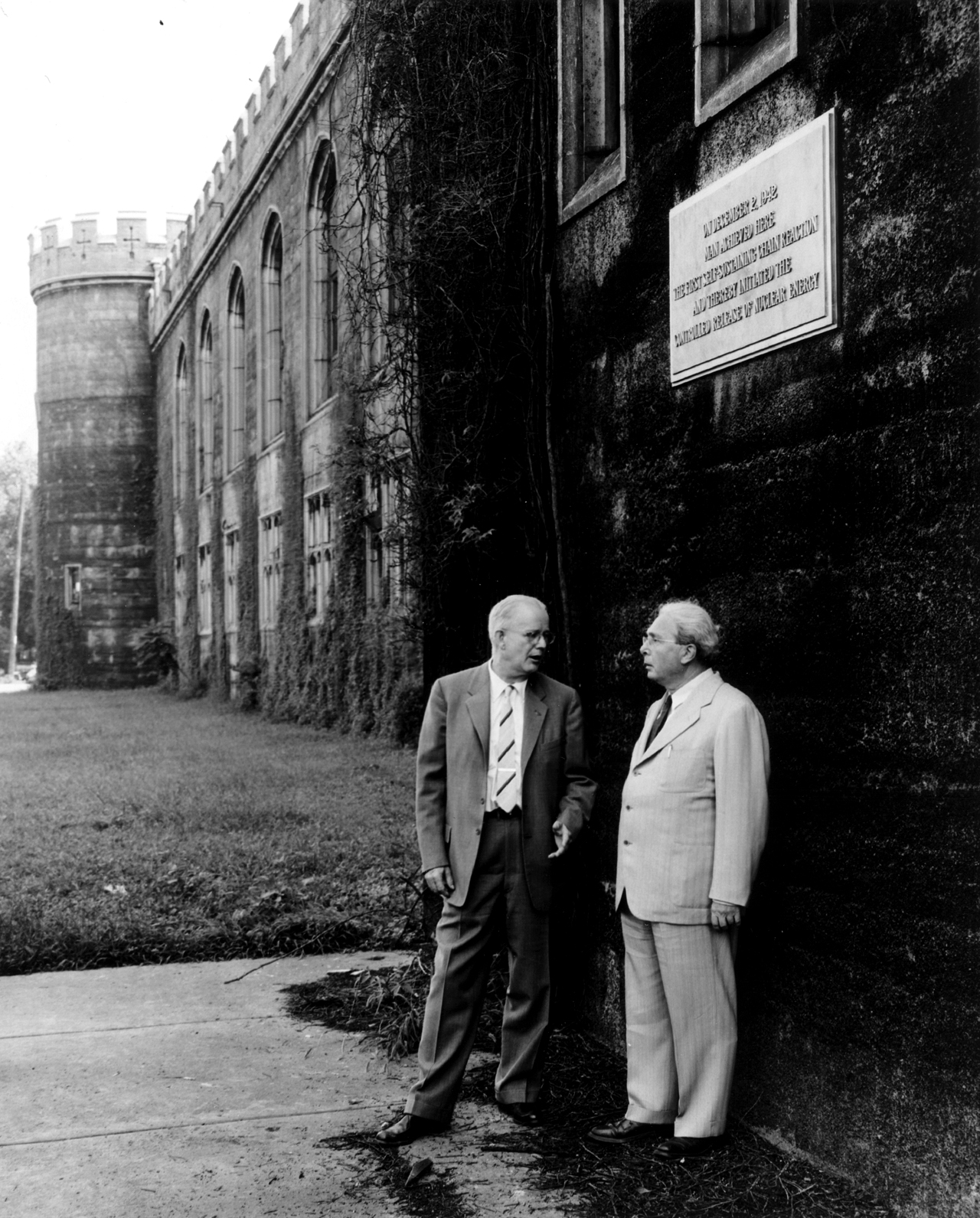
スタグフィールドでのMet Labの一員ノーマン・ヒルベリー（左）とレオ・シラード

コンプトンの新たな業務は、「冶金研究所」の「カバー」ネームを与えられた。研究所の任務は、プルトニウムに転換するウランの連鎖反応用原子炉を製造しウランからプルトニウムを分離する方法を見つけ爆弾を設計することであった。研究所の殆どの職員は、大学のエクハート会館にいて、シラードは後に「エクハート会館の事務所で夕食後に灯る明りの数を数えることで科学者の士気をおおよそグラフ化することができた」と書いた。
研究所に集められた著名な科学者にコンプトンやシラードの他に別のノーベル賞受賞者エンリコ・フェルミや後に受賞することになるウィグナーやグレン・シーボーグがいた。
1942年8月、シーボーグのチームは、サイクロトロンで照射されたウランから初めて計量可能なプルトニウムを化学的に分離した。
フェルミは管理された自己持続する原子核反応における臨界量に達することができるウランとグラファイトの原子炉の設計や建造に向けて働いた。
フェルミのチームは、大学の放棄されたフットボール球場にシカゴ・パイル1号（CP-1）を建築した。1942年12月2日に完成した。（1952年まで原子炉という言葉は用いられなかったが、世界最初の原子炉であった。）ヘンリー・ムーアの彫刻を中心とするこの場所は最初の自己持続する原子力反応の場所としてアメリカ合衆国国定歴史建造物に指定されている。

## その後の活動
ひとたび原子爆弾の主要な要素が実証されれば、次は工業規模で研究所の発見を実施し、爆弾を製造・試験することが必要であった。
更なる作業がテネシー州オークリッジやワシントン州ハンフォード、ニューメキシコ州ロスアラモスで行われた。最高の科学者の多くがこの施設に向けて研究所を去った。
1943年、CP-1は解体され、市の外側の森林保護区であるレッドゲートウッズにCP-2として再建された。その立地ゆえに、この施設は第一次世界大戦で米軍が戦ったフランスのアルゴンヌ森林地帯にちなんで「アルゴンヌ」というコードネームをつけられた。
冶金研究所は大学の構内と研究所の主要な施設となったアルゴンヌの両方で重要な原子力研究を続けた。1946年7月1日、冶金研究所はアルゴンヌ国立研究所になった。